# Крстоар
Крстовар (мкд. Крстоар) је насеље у Северној Македонији, у јужном делу државе. Бистрица припада општини Битољ.

## Географија
Насеље Крстовар је смештено у јужном делу Северне Македоније. Од најближег већег града, Битоља, насеље је удаљено 5 km јужно.
Крстовар се налази у југозападном делу Пелагоније, највеће висоравни Северне Македоније. Насељски атар је равничарски, док се ка западу издиже планина Баба. Надморска висина насеља је приближно 690 метара.
Клима у насељу је умереноконтинентална.

## Становништво
Крстовар је према последњем попису из 2021. године имао 239 становника.
| Национални састав према попису из 2021.‍ | Национални састав према попису из 2021.‍ | Национални састав према попису из 2021.‍ | Национални састав према попису из 2021.‍ | Национални састав према попису из 2021.‍ |
| --------------------------------------- | --------------------------------------- | --------------------------------------- | --------------------------------------- | --------------------------------------- |
|                                         |                                         |                                         |                                         |                                         |
| Македонци                               | Македонци                               |                                         | 200                                     | 83,7%                                   |
| Албанци                                 | Албанци                                 |                                         | 21                                      | 8,8%                                    |

Већинска вероисповест је православље.